# Sinan Selen

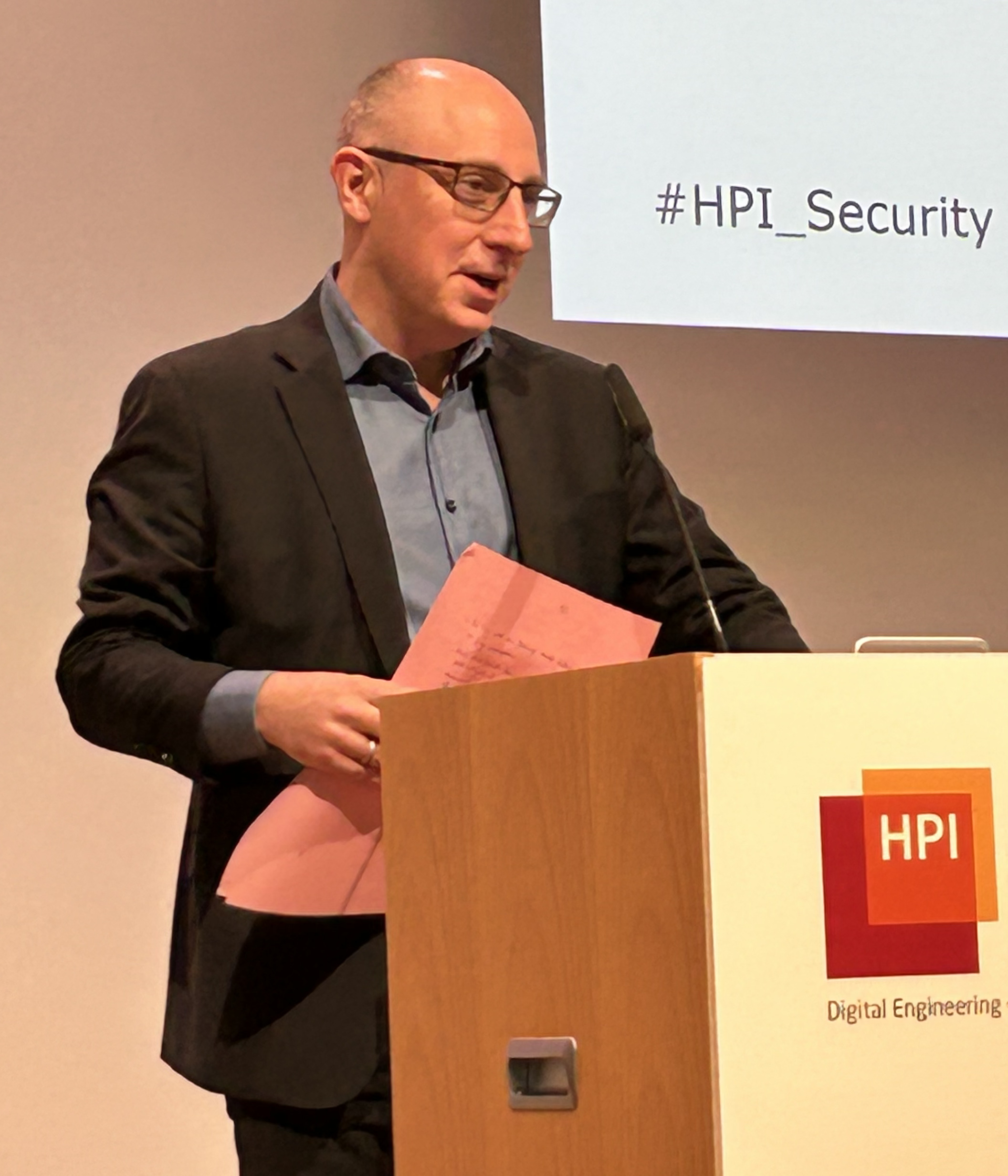
Sinan Selen im April 2023

Sinan Selen (* 1972 in Istanbul, Türkei) ist ein deutscher Verwaltungsjurist. Er ist seit dem 21. Januar 2019 Vizepräsident des Bundesamtes für Verfassungsschutz (BfV).

## Leben
Selen ist Sohn türkischer Einwanderer. Mit seinen Eltern, die Journalisten bei der Deutschen Welle waren, kam er im Alter von vier Jahren aus der Türkei nach Deutschland. Er wuchs in Köln auf. Als Schüler ließ er sich bei der Johanniter-Unfall-Hilfe zum Sanitäter ausbilden. Selen studierte Rechtswissenschaften an der Universität zu Köln mit den Schwerpunkten Innen- und Justizpolitik sowie Europa/Europarecht.
Ab dem Jahr 2000 war er in der Abteilung Staatsschutz des Bundeskriminalamts tätig. Dort war er u. a. mit dem Personenschutz des damaligen Bundeskanzlers Gerhard Schröder und des Innenministers Otto Schily betraut. Nach den versuchten Bombenanschlägen vom 31. Juli 2006 in Köln leitete Selen die Fahndung nach den Tätern. Ende 2006 wurde er Referatsleiter Ausländerterrorismus und -extremismus im Stab Terrorismusbekämpfung des Bundesministeriums des Innern (BMI).
Im Jahre 2009 wechselte er ins Bundespolizeipräsidium als Ständiger Vertreter des Abteilungsleiters Kriminalitätsbekämpfung und bearbeitete auch die Themen Terrorismusabwehr und Pirateriebekämpfung. 2012 ging Selen zurück ins BMI und beschäftigte sich in der Abteilung Öffentliche Sicherheit mit operativen Fragestellungen der Terrorismusbekämpfung. In dieser Position vertrat er Deutschland in der Counter Terrorism Group der G7. Zudem war er gemeinsam mit Emily Haber für die Zusammenarbeit mit der Türkei in Fragen der Terrorismusbekämpfung zuständig. Aus der türkischen Staatsbürgerschaft wurde Selen auf seinen Antrag entlassen.
Von 2016 bis zu seiner Ernennung zum BfV-Vizepräsidenten war er in der Privatwirtschaft bei TUI tätig. Dort baute er die konzernweite Sicherheitsstruktur auf, wozu die internationale Koordination und Verzahnung verschiedener Konzernteile, die Schaffung einheitlicher Strukturen, Standards und Prozesse, insbesondere im Bereich der Cybersicherheit und des Krisenmanagements, sowie Schwachstellen- und Risikoanalysen zu allen Prozessen des Konzerns gehörten.